# Stubbe – Von Fall zu Fall
Stubbe – Von Fall zu Fall (bis Episode 13 nur Von Fall zu Fall) ist eine deutsche Krimireihe des ZDF, die ursprünglich von 1995 bis 2014 in 50 Folgen ausgestrahlt wurde. Wolfgang Stumph übernahm die Titelrolle des Kriminalhauptkommissars Wilfried Stubbe, der von Dresden nach Hamburg zog und dort ermittelte. Seit 2018 sendete das ZDF vier Sonderfolgen, die Stubbe als Pensionär zeigen.

## Handlung
Kommissar Stubbe wird durch seine ruhige und humorvolle Art gekennzeichnet, mit der er ohne viel Action seine Fälle löst. Die Fälle spielen in allen Gesellschaftsschichten der Großstadt Hamburg. Stubbes faktenversessener Partner Bernd Zimmermann lässt gerne die Tatsachen sprechen, wenn es um das Weiterkommen in einem Fall geht, während der einfühlsame Stubbe oft die emotionale Seite des Falles erkennt und darüber die Fälle löst. Dennoch ist er auf die Zuverlässigkeit Zimmermanns angewiesen. Die Aufklärung eines Verbrechens wird stets eng mit dem Privatleben des Kommissars verknüpft. So werden generationenübergreifende Konflikte zwischen Stubbe, seiner Tochter Christiane und seiner Schwiegertante Charlotte thematisiert, mit denen er unter einem Dach lebt. Seine Frau Caroline stirbt in Folge 23 Auf Liebe und Tod sehr plötzlich. Daraufhin konzentriert sich der Handlungsrahmen auf den Witwer Stubbe.

## Darsteller
Geordnet nach der Reihenfolge des Rollen-Einstiegs.
| Schauspieler         | Rollenname                              | Folgen                 | Jahr(e)   |
| -------------------- | --------------------------------------- | ---------------------- | --------- |
| Wolfgang Stumph      | Kriminalhauptkommissar Wilfried Stubbe  | 1–50                   | 1995–2014 |
| Marie Gruber         | Caroline Stubbe Sr. †                   | 1–11                   | 1995–1997 |
| Renate Krößner       | Caroline Stubbe Sr. †                   | 12–23                  | 1997–2003 |
| Lutz Mackensy        | Kriminalhauptkommissar Bernd Zimmermann | 1–50                   | 1995–2014 |
| Stephanie Stumph     | Christiane Stubbe                       | 1–50                   | 1995–2014 |
| Margret Homeyer      | Charlotte Hoyn                          | 1–50                   | 1995–2014 |
| Dirk Meier           | Fabian Stubbe                           | 1–5, 7–8               | 1995–1997 |
| Ulrich von Dobschütz | Kriminalrat Martin Gessler              | 1–5, 7, 10, 11, 13, 15 | 1995–1999 |
| Martin May           | Kommissar Kay Klowe †                   | 1–5, 7, 9–10           | 1995–1997 |
| Viktoria Meienburg   | Margit Kolb                             | 1–4, 6–7, 10           | 1995–1997 |
| Arnfried Lerche      | Gerhard Rönke, Carolines Chef           | 2, 4, 6, 8–10, 12      | 1995–1998 |
| Stephan von Marso    | Kriminaltechniker                       | 2, 10–12, 15           | 1995–1999 |
| Konstanze Ullmer     | Gerichtsmedizinerin                     | 21, 28, 30, 32         | 2002–2007 |
| Christina Große      | Heike Fuchs, Praktikantin               | 11, 14, 16, 18         | 1997–2000 |
| Matthias Walter      | Alex                                    | 23–25, 30              | 2003–2006 |
| Katrin Weisser       | Maria                                   | 26–28                  | 2004–2005 |
| Patrycia Ziółkowska  | Jutta                                   | 26, 28, 30–31, 35      | 2004–2009 |
| Joana Schümer        | Claudia                                 | 30–33                  | 2006–2008 |
| Helene Grass         | Tina Rosinsky                           | 33–37, 39–50           | 2008–2014 |
| Ralph Misske         | Manfred Freidel                         | 37–39, 41              | 2009–2011 |
| Wanja Mues           | Helge Kleinert                          | 37–50                  | 2009–2014 |
| Heike Trinker        | Marlene Berger                          | 43–50                  | 2012–2014 |

## Figuren

### Wilfried Stubbe
Wilfried Stubbe und seine Familie ziehen Mitte der 1990er Jahre von Dresden nach Hamburg. Ihm gefällt es dort zunächst gar nicht, und er will so schnell wie möglich zurück. Erst allmählich lernt er, seine neue Heimatstadt zu akzeptieren.
Stubbe ist ein engagierter und beharrlicher Ermittler, der sich sehr oft auf sein Gefühl verlässt. Dadurch kommt es nicht selten zu Streitigkeiten mit seinem Kollegen Zimmermann, für den eher die Fakten zählen. Der volle Einsatz des Kommissars für seinen Beruf zieht mitunter das Familienleben in Mitleidenschaft. Er fährt fast ausnahmslos mit dem Fahrrad zu seiner Dienststelle. Der plötzliche Tod seiner Ehefrau Caroline ist ein schwerer Schicksalsschlag für Stubbe, und er leidet extrem darunter. Er verliebt sich in Folge 43 „Begleiterinnen“ in die Kollegin Marlene Berger, mit der er in Folge 50 nach Dresden zieht.

### Caroline Stubbe Sr.
Sie arbeitet zunächst als Angestellte in einem Gartenbauunternehmen und macht sich später auf diesem Gebiet selbständig. Der Anfang ist jedoch schwer und sie kämpft hart um Aufträge. Sie ist liebende Mutter und wichtiger Rückhalt für Stubbe. In der Folge Auf Liebe und Tod (2003) stirbt Caroline Stubbe überraschend an einer Embolie, nachdem sie von einem Auto angefahren wurde.
Die Schauspielerinnen Marie Gruber (1995–1997; Folgen 1–11) und Renate Krößner (1997–2003; Folgen 12–23) verkörperten Caroline Stubbe Sr., genannt Caro.

### Bernd Zimmermann
Er ist Stubbes Partner bei der Hamburger Kriminalpolizei. Während Stubbe eher auf der Seite der kleinen Leute ist, hat Zimmermann ein Faible für die höheren gesellschaftlichen Kreise. In den ersten Jahren herrschen sichtbare Spannungen zwischen Zimmermann und Stubbe, da Zimmermann die Qualitäten seines neuen Kollegen nicht akzeptieren will. Mit der Zeit nähern sich die beiden allerdings an, und gerade nach dem Tod von Stubbes Frau wird Zimmermann mehr als nur ein Kollege.

### Christiane Stubbe
Die Rolle der Christiane (auch Chris oder Chrissy genannt) spielt Stephanie Stumph, die Tochter von Wolfgang Stumph. Christiane hat eine gute Beziehung zu ihren Eltern, eine soziale Ader sowie einen großen Freundeskreis. Nach dem Tod ihrer Mutter zieht sie zunächst mit ihrem Freund Alex zusammen, dann in eine WG. Nach Beendigung der Schule jobbt sie als Kellnerin, bis sie sich schließlich zum Unwillen ihres Vaters zu einer Karriere als Journalistin entschließt. Sie ist mit dem Fotografen Helge Kleinert zusammen, den sie in ihrer Zeit als Praktikantin bei einer Hamburger Zeitung kennengelernt hat. Sie haben eine Tochter namens Caroline (gespielt von Greta Kasalo), benannt nach ihrer verstorbenen Mutter.

### Charlotte Hoyn
Sie ist die Tante von Caroline Sr. Nach dem Tod ihres Mannes sucht sie nach neuem Familienanschluss und holt sich so die Dresdner Familie Stubbe nach Hamburg in ihre Villa. Nach anfänglichen Schwierigkeiten zwischen der Westtante und den Ostdeutschen raufen sie sich zusammen und kommen gut miteinander aus. Charlotte (von Christiane Charlie genannt) hat in vielen Folgen einen verrückten Spleen, dem sie nachgeht; dies fungiert als ein Running Gag der Serie.

### Helge Kleinert
Er ist Christianes Lebensgefährte und Vater ihrer Tochter Caroline. Als freischaffender Fotograf ist er häufig unterwegs und mitunter nicht zuverlässig bei terminlichen Absprachen mit der Familie. Er stammt aus schwierigen sozialen Verhältnissen und hat einen Halbbruder, dem er in Folge 47 (Blutsbrüder) helfen muss und dabei selber in Schwierigkeiten gerät.

### Marlene Berger
Sie arbeitet in der KTU, verliebt sich in Stubbe und wird dessen neue Freundin ab Folge 43 Begleiterinnen.

## Nebenfiguren

### Fabian Stubbe
Da er beim Umzug von Dresden nach Hamburg seine Clique und seine Freundin zurücklassen muss, geht er zunächst in Opposition zu seiner Familie. Dann jedoch fügt er sich dem Schicksal und akzeptiert Hamburg als neue Heimat der Familie. Er absolviert eine Lehre als Bankkaufmann in der Bank, in der sein verstorbener Großonkel Gustav eine wichtige Funktion innehatte. Da Fabian sich durch seine Familie zu sehr eingeengt fühlt, wandert er in Folge 8 (Stubbe taucht ab) nach Abschluss seiner Lehre nach Brasilien aus und tritt in den weiteren Folgen nicht mehr auf.

### Kriminalrat Gessler
Der Chef von Zimmermann und Stubbe legt sehr viel Wert auf Diskretion – mehrfach straft er Stubbe dafür ab, dass er die Hamburger Oberschicht aufwirbelt. Deshalb wird Zimmermann von ihm für Einsätze in vornehmen Gesellschaftskreisen vorgezogen. Gessler war vor allem zu Beginn der Serie eine wichtige Figur.

### Alex
Er ist in den Folgen Auf Liebe und Tod, Opfer im Zwielicht und Yesterday Christianes Freund, mit dem sie auch zunächst zusammenzieht, dann allerdings trennt sie sich von ihm.

### Maria
Sie ist Mitglied der WG, in der Christiane nach der Trennung von ihrem Freund Alex wohnt. Sie hat ein Kind und ist Journalistin. Sie wirft Christiane und Jutta aus der Wohnung, obwohl die beiden sich oft um ihre Tochter gekümmert haben.

### Jutta
Sie ist ebenfalls Mitbewohnerin der WG. Nachdem Maria Christiane und sie aus der WG geworfen hat, kommt Jutta zunächst in einem Wohnwagen unter, wo dann auch Christiane übernachtet. Die beiden überreden Stubbe, das Dachgeschoss in seinem Haus auszubauen, damit die beiden Mädchen dort einziehen können. Jutta hat sich in den letzten Jahren zu Christianes bester Freundin entwickelt.

### Kommissar Klowe
Er hat in Zimmermanns und Stubbes Abteilung gelernt und übernimmt in Folge 5 (Stubbe und der Pferdestecher) seinen ersten Fall. Bei einem Banküberfall in Folge 10 (Stubbe und die Killer) wird er erschossen.

### Heike Fuchs
Sie übernimmt in Folge 11 (Stubbe und Elli, wo Zimmermann sie am Telefon mit Solveig anspricht) die Rolle der helfenden Kraft als Praktikantin (als Ersatz für Klowe). Ihren letzten Auftritt hat sie in Folge 18 (Blattschuss), in der sie als Streifenpolizistin anfängt.

### Gerhard Rönke
Er ist der Chef des Gartenbauunternehmens, in dem Caroline zunächst arbeitet. Rönke hat ein Auge auf sie geworfen und macht ihr immer wieder Avancen, obwohl Caroline ihn stets zurückweist. Später verlässt sie sein Unternehmen und macht sich selbständig.

### Claudia
Sie ist von Beruf Diplompsychologin und wird nach Carolines Tod Stubbes neue Freundin. Sie trat in vier Folgen auf (30–33).

### Tina Rosinsky
Sie ist ab Folge 33 Dritte Liebe als Kollegin im Büro der beiden Kommissare tätig.

## Sonderfolgen
2018 wurde mit Tod auf der Insel eine Sonderfolge, in der Stubbe als Pensionär nach seiner Zeit als Ermittler zu sehen ist, ausgestrahlt.
Ab Juli 2020 wurde ein weiteres Special in Hamburg und Dresden gedreht und mit dem Titel Tödliche Hilfe am 30. Januar 2021 erstausgestrahlt.
Die dritte Sonderfolge Ausgeliefert wurde am 28. Dezember 2022 ausgestrahlt. Vom 23. Juli 2024 bis zum 21. August 2024 wurde die 54. und letzte Folge der Reihe mit dem Titel Familie in Gefahr gedreht und am 22. Februar 2025 erstausgestrahlt.

## Episoden
Zahlreiche Drehbuchautoren und Regisseure gaben der Serie ihr Gesicht und den einzelnen Folgen ihren jeweiligen Charakter.

## Erfolg und Auszeichnungen
- Mit regelmäßig über 6 Millionen Fernsehzuschauern und einem Marktanteil von über 20 Prozent war die Reihe einer der großen Quotenerfolge des ZDF.
- Der Hauptdarsteller Wolfgang Stumph erhielt für die Verkörperung von Kommissar Stubbe 2004 den Bayerischen Fernsehpreis.
- Im Oktober 2004 wurde Folge 17, Tod des Models, von den Zuschauern von PREMIERE Krimi aus 31 Kriminalfilmen zum Krimi des Jahres 2004 gewählt.